# Karmacode
Karmacode è il quarto album in studio del gruppo musicale italiano Lacuna Coil, pubblicato il 31 marzo 2006 dalla Century Media.
Due tracce dell'album, Fragile e Our Truth, erano state presentate durante i tour dell'estate 2005 con i titoli provvisori A2 e Antonio. L'album viene certificato disco d'argento in Italia con oltre 20 000 copie vendute.

## Tracce
Testi di Cristina Scabbia e Andrea Ferro, musiche di Marco Coti Zelati, Cristiano "Pizza" Migliore, Marco "Maus" Biazzi e Cristiano "Criz" Mozzati.
1. Fragile – 4:26
2. To the Edge – 3:21
3. Our Truth – 4:02
4. Within Me – 3:38
5. Devoted – 3:52
6. You Create – 1:32
7. What I See – 3:41
8. Fragments of Faith – 4:10
9. Closer – 3:01
10. In Visible Light – 3:59
11. The Game – 3:52
12. Without Fear – 3:59
13. Enjoy the Silence – 4:11 (Martin Gore) – originariamente interpretata dai Depeche Mode

Tracce bonus nell'edizione giapponese
1. Without a Reason – 4:51
2. Virtual Environment – 5:24
3. Swamped (Acoustic) – 3:40

## Formazione
Gruppo
- Cristina Scabbia – voce
- Andrea Ferro – voce
- Marco Coti Zelati – basso
- Marco Emanuele Biazzi – chitarra
- Cristiano Migliore – chitarra
- Cristiano Mozzati – batteria

Produzione
- Waldemar Sorychta – produzione, registrazione
- Lacuna Coil – produzione
- Marco Barusso – registrazione
- Denis Koehne – assistenza tecnica ai Woodhouse Studio
- Matteo Dolla – assistenza tecnica ai Massive Arts Studios
- Ronald Prent – missaggio
- Darcy Proper – mastering
- Asterik Studio – copertina

## Classifiche
| Classifica (2002) | Posizione massima |
| ----------------- | ----------------- |
| Austria           | 52                |
| Belgio (Fiandre)  | 83                |
| Finlandia         | 40                |
| Francia           | 54                |
| Germania          | 43                |
| Grecia            | 21                |
| Italia            | 17                |
| Paesi Bassi       | 86                |
| Regno Unito       | 47                |
| Stati Uniti       | 28                |
| Svizzera          | 61                |